# Сейфуллино (аульный округ Жолдасбая Ералиева)
Сейфуллино (каз. Сейфуллин) — село в Жетысайском районе Туркестанской области Казахстана. Входит в состав аульного округа Жолдасбая Ералиева. Код КАТО — 514439900.

## Население
В 1999 году население села составляло 1197 человек (586 мужчин и 611 женщин). По данным переписи 2009 года, в селе проживало 1577 человек (798 мужчин и 779 женщин).